# Julio Buchs
Julio Buchs García (Madrid, 10 marzo 1926 – Madrid, 20 gennaio 1973) è stato un regista e sceneggiatore spagnolo.

## Filmografia parziale
- Django non perdona (Mestizo) (1966)
- ...e divenne il più spietato bandito del sud (El Hombre que mató a Billy el Niño) (1967)
- Violenza per una monaca (Encrucijada para una monja) (1967)
- I caldi amori di una minorenne (Las Trompetas del apocalipsis) (1969)
- Quei disperati che puzzano di sudore e di morte (Los Desperados) (1969)
- Doppia coppia con regina (Alta tensión) (1972)